# Paurava
Les Pauravas (sanskrit : पौरव) sont une ancienne tribu indienne qui se situait dans la vallée de l'Indus et de laquelle le roi Poros était membre. Celui-ci a été défait par Alexandre lors de la bataille de l'Hydaspe en 326 av. J.-C.

## Origines des Pauravas
Les origines des Pauravas remontent à l'Antiquité indienne, et leur dynastie a régné sur la région du Pendjab pendant plusieurs siècles. Selon la tradition indienne, les Pauravas étaient une dynastie de kshatriyas, ou guerriers, qui descendaient de Puru, un ancien roi indien mentionné dans les textes védiques.

Le fleuve Indus a été incorporé à l'Empire achéménide par Cyrus le Grand en 535 avant notre ère. En 518, Darius envahit le Pendjab et conquit la région de la rivière Jhelum, la désignant comme la satrapie hindoue. Les archives indiquent que jusqu'en 338 avant notre ère, soit moins de dix ans avant les campagnes d'Alexandre, l'Indus était sous le contrôle de l'empire achéménide. Par conséquent, il est probable que Poros était un roi ou un chef des Pauravas récemment devenus indépendants lors de sa confrontation avec Alexandre. Strabon, dans son livre "Géographie" (Livre XV), mentionne également l'étendue des territoires achéménides le long de l'Indus. :
La position géographique des tribus est la suivante : le long de l'Indus se trouvent les Paropamisadae , au-dessus desquels se trouve la montagne Paropamisus : puis, vers le sud, les Arachoti : puis ensuite, vers le sud, les Gedroseni , avec les autres tribus qui occupent la côte; et l'Indus se trouve, en latitude, le long de tous ces endroits ; et de ces endroits, en partie, certains qui se trouvent le long de l'Indus sont tenus par des Indiens, bien qu'ils aient autrefois appartenu aux Perses.

—  Strabon, Géographie, XV, 2, 9

## Poros et Alexandre
Durant la bataille de l'Hydaspe, Alexandre et Poros se sont affrontés. Bien qu'Alexandre avait initialement l'intention de conquérir l'Inde, sa bataille contre Poros a freiné ses ambitions. En effet, face à l'opposition de l'empire Nanda et de son subordonné Gangaridai, son armée s'est mutinée. Selon Plutarque, le coût élevé de la guerre précédente contre l'armée bien plus petite de Poros a grandement contribué à leur mécontentement.
Quant aux Macédoniens, cependant, leur lutte avec Poros a émoussé leur courage et a stoppé leur avancée vers l'Inde. Pour avoir eu tout ce qu'ils pouvaient faire pour repousser un ennemi qui ne rassemblait que vingt mille fantassins et deux mille chevaux, ils s'opposèrent violemment à Alexandre lorsqu'il insista pour traverser également la rivière Hydaspes, dont la largeur, comme ils l'apprirent, était de trente-deux stades, sa profondeur de cent brasses, tandis que ses rives de l'autre côté étaient couvertes de multitudes d'hommes d'armes, de cavaliers et d'éléphants. Car on leur dit que les rois des Ganderites et des Praesii les attendaient avec quatre-vingt mille cavaliers, deux cent mille fantassins, huit mille chars et six mille éléphants de combat.

—  Plutarque, Alexandre, 62
Après la mort d'Alexandre lors de son retour d'Inde, le pouvoir est devenu instable et a été le théâtre de luttes de pouvoir et de changements dramatiques dans le gouvernement. Poros a été assassiné peu de temps après par le général macédonien Eudemus. En 316 avant notre ère, les territoires macédoniens sont conquis par Chandragupta Maurya, un jeune aventurier. Après avoir remporté la guerre pour la suprématie sur la vallée de l'Indus, Chandragupta prend le contrôle du Pendjab et de l'Afghanistan actuels. Cela marque la fondation de l'Empire maurya, qui devient le plus grand empire du sous-continent indien.

## Empire Post-Maurya
Il est supposé que la République militante Yaudheya ait annexé les Pauravas. Après la désintégration de l'Empire Maurya, de nombreuses entités régionales ont vu le jour. Des plaques de cuivre de Taleshwar, découvertes à Almora, ont révélé que les dirigeants du royaume de Brahmapura étaient issus de la lignée royale des Pauravas. La dynastie Paurava a été rétablie à Brahmapur par Vishnuverman et a prospéré au VIIe siècle apr. J.-C. Il est dit que ces rois étaient de confession brahmanique dans leurs habitudes et leurs pratiques.